# Раймонд Дрейшок
Раймонд Дрейшок (нім. Raimund Dreyschock) (1824 — 6 лютого 1869, Лейпциг) — німецький скрипаль. Брат піаніста Олександра Дрейшока.
Написав багато творів для скрипки.